# Below the Deadline (film, 1929)
Pour l’article homonyme, voir Below the Deadline (film, 1946).
Below the Deadline est un film américain réalisé par J. P. McGowan, sorti en 1929.

## Synopsis
« Beau » Nash, un bandit à la tête d’une bande de voleurs de bijoux, a son quartier général dans une pension de famille délabrée. Lorsqu’un détective de police arrête Nike, un membre de la bande, sa sœur Claire, connue sous le nom de « Lady Byron », jure de se venger. La bande accuse ensuite l’ami du détective, Donald Cornwall, employé d’une bijouterie, d’avoir volé son employeur. Le détective libère Donald pour qu’il cherche des preuves contre les vrais criminels. Claire tombe amoureuse de Donald et lui vient également en aide. Ensemble, ils prouvent que la bande de Nash est responsable du vol, et leur chef est tué.

## Fiche technique
- Réalisation : J. P. McGowan
- Scénario : Lee Authmar, Arthur Hoerl
- Photographie : M.A. Anderson, Jack Jackson
- Montage : James Sweeney
- Genre : Mélodrame, crime[1]
- Production : Chesterfield Pictures
- Distributeur : Chesterfield Pictures
- Durée : 6 bobines[2]
- Date de sortie : 1er janvier 1929

## Distribution
- Frank Leigh : Beau Nash
- Barbara Worth : Claire Byron
- Arthur Rankin : Jimmy Byron
- Walter Merrill : Donald Cornwall
- J.P. McGowan : Taggart
- Mike Donlin : Sandy
- Virginia Sale : Mother Biblow
- Lou Gory : Stella
- Bill Patton : Johnston
- Tiny Ward : Tubby
- Charles H. Hickman : policier
- Fred Walton : Festenberg